# روز ماري ألمانزا
روز ماري المانزا بلانكو (مواليد 13 يوليو 1992) هي لاعبة عداءة كوبية للمسافات المتوسطة تتنافس في 800 متر. مثلت كوبا في ألعاب عموم أمريكا في 2011 و 2015 و 2019 وفازت بميداليات في بطولة أمريكا اللاتينية وأمريكا الوسطى والبحر الكاريبي في ألعاب القوى ، و بطلة العالم في سباق التتابع 4x400 متر في سيليزيا 2021.